# Liste der Orte im Landkreis Kulmbach
Die Liste der Orte im Landkreis Kulmbach listet die 482 amtlich benannten Gemeindeteile (Hauptorte, Kirchdörfer, Pfarrdörfer, Dörfer, Weiler und Einöden) im Landkreis Kulmbach auf.

## Systematische Liste
Alphabet der Städte und Gemeinden mit den zugehörigen Orten in alphabetischer Reihenfolge:
- Der Markt Grafengehaig mit 28 Gemeindeteilen:
  - Hauptort Grafengehaig
  - Dörfer Eppenreuth, Grünlas, Horbach, Rappetenreuth, Schlockenau, Seifersreuth, Walberngrün und Weidmes
  - Weiler Guttenberger Hammer, Hohenreuth, Hüttenbach, Schindelwald, Waldhermes, Weiglas, Weißenstein und Zegast
  - Einöden Bromenhof, Hetzenhof, Hintererb, Höhhof, Hübnersmühle, Mehlthaumühle, Mesethmühle, Oberweißenstein, Vollauf, Vollaufmühle und Vordererb

- Die Gemeinde Guttenberg mit 14 Gemeindeteilen:
  - Pfarrdorf Guttenberg
  - Dorf Maierhof
  - Weiler Buch, Eeg, Kaltenstauden, Möhrenreuth, Pfaffenreuth, Streichenreuth und Vogtendorf
  - Gut Breitenreuth
  - Einöden Messengrund, Neuenwirthshaus, Torkel und Torschenknock

- Die Gemeinde Harsdorf mit 14 Gemeindeteilen:
  - Pfarrdorf Harsdorf
  - Dörfer Oberlaitsch, Sandreuth und Zettmeisel
  - Weiler Altenreuth, Haselbach, Hettersreuth, Unitz und Unterlohe
  - Einöden Brauneck, Holzlucken, Lettenhof, Oberlohe und Ritterleithen

- Die Gemeinde Himmelkron mit 14 Gemeindeteilen:
  - Pfarrdörfer Himmelkron und Lanzendorf
  - Dörfer Gössenreuth und Kremitz
  - Weiler Gleisenhof, Kieselhof, Schwärzhof, Streit und Ziegelhütte
  - Einöden Hermeshof, Kunigundenhof, Lindenhof, Schiefe Ebene und Streitmühle

- Der Markt Kasendorf mit 16 Gemeindeteilen:
  - Hauptort Kasendorf
  - Pfarrdörfer Azendorf und Peesten
  - Dörfer Döllnitz, Dörnhof, Heubsch, Krumme Fohre, Lopp, Neudorf, Reuth, Welschenkahl und Zultenberg
  - Weiler Lichtentanne und Lindenberg
  - Einöden Papiermühle und Pulvermühle

- Die Gemeinde Ködnitz mit 21 Gemeindeteilen:
  - Dörfer Ebersbach, Fölschnitz, Heinersreuth, Kauerndorf, Ködnitz, Spitzeichen und Tennach
  - Weiler Hauenreuth, Leithen und Listenberg
  - Einöden Buchhaus, Forstlasmühle, Haaghof, Höllgraben, Maierhof, Mühlberg, Pinsenhof, Reisighof, Reuth, Stephansreuth und Zettmeisel

- Die Stadt Kulmbach mit 76 Gemeindeteilen:
  - Hauptort Kulmbach
  - Pfarrdörfer Blaich, Burghaig, Kirchleus, Lehenthal, Mangersreuth, Melkendorf und Ziegelhütten
  - Dörfer Aichig, Baumgarten, Donnersreuth, Forstlahm, Frankenberg, Gößmannsreuth, Grafendobrach, Höferänger, Katschenreuth, Kauernburg, Leuchau, Lösau, Niederndobrach, Oberdornlach, Oberpurbach, Oberzettlitz, Seidenhof, Unterdornlach, Unterpurbach, Unterzettlitz, Weiher, Wickenreuth und Windischenhaig
  - Siedlung Herlas
  - Weiler Altenreuth, Dörnhof, Eggenreuth, Esbach, Gelbe Weiden, Hitzmain, Höfstätten, Kessel, Lindig, Metzdorf, Oberauhof, Oberkodach, Petzmannsberg, Pörbitsch, Priemershof, Ramscheid, Rosengrund, Rother Hügel, Unterkodach und Weinbrücke
  - Einöden Affalterhof, Ameisloch, Bärnhof, Biegersgut, Einsiedel, Frischenmühle, Gemlenz, Grünbaum, Grundhaus, Holzmühle, Neufang, Oberndorf, Plosenberg, Rothenhügl, Sackenreuth, Schwarzholz, Steinhaus, Tiefenbach, Venetianischer Stadel, Wadel, Wehrhaus und Welzmühle
  - Burg Plassenburg
  - Schloss Steinenhausen

- Die Stadt Kupferberg mit 5 Gemeindeteilen:
  - Hauptort Kupferberg
  - Weiler Dörnhof, Schmölz und Unterbirkenhof
  - Einöde Schallerhof

- Der Markt Ludwigschorgast mit 4 Gemeindeteilen:
  - Hauptort Ludwigschorgast
  - Einöden Drahtmühle, Erlenmühle und Lindenhof

- Der Markt Mainleus mit 40 Gemeindeteilen:
  - Pfarrdörfer Buchau, Mainleus, Schwarzach, Veitlahm und Willmersreuth
  - Kirchdorf Motschenbach
  - Dörfer Danndorf, Dörfles, Fassoldshof, Gundersreuth, Hornschuchshausen, Pölz, Proß, Rothwind, Schimmendorf, Schmeilsdorf, Wachholder, Wernstein, Wüstenbuchau und Wüstendorf
  - Weiler Appenberg, Bechtelsreuth, Eichberg, Heinersreuth, Krötennest, Neuenreuth, Pöhl, Prötschenbach, Witzmannsberg und Wolpersreuth
  - Einöden Friedrichsberg, Ködnitzerberg, Rothe Kelter, Ruffenhaus, Schwarzholz, Schwarzholz, Steinsorg, Straß und Unterauhof
  - Anstalt Weihermühle

- Der Markt Marktleugast mit 23 Gemeindeteilen:
  - Hauptort Marktleugast
  - Pfarrdörfer Hohenberg und Marienweiher
  - Kirchdorf Traindorf
  - Dörfer Großrehmühle, Hinterrehberg, Neuensorg, Steinbach und Tannenwirtshaus
  - Siedlung Mannsflur
  - Weiler Baiersbach, Hermes, Hohenreuth, Kosermühle, Roth und Vorderrehberg
  - Einöden Filshof, Hanauerhof, Kleinrehmühle, Mittelrehberg, Ösel, Weihermühle und Zegastmühle

- Der Markt Marktschorgast mit 9 Gemeindeteilen:
  - Hauptort Marktschorgast
  - Dorf Ziegenburg
  - Weiler Grundmühle, Mittelpöllitz, Pulst und Rohrersreuth
  - Einöden Oberpöllitz, Thalmühle und Unterpöllitz

- Die Gemeinde Neudrossenfeld mit 48 Gemeindeteilen:
  - Pfarrdörfer Langenstadt und Neudrossenfeld
  - Dörfer Altdrossenfeld, Buch am Sand, Dreschenau, Hornungsreuth, Jöslein, Muckenreuth, Neuenreuth am Main, Pechgraben, Rohr, Schwingen, Unterbrücklein, Untergräfenthal, Unterobsang und Waldau
  - Weiler Aichen, Dreschen, Eberhardtsreuth, Fichtelhof, Fohlenhof, Hölle, Oberbrücklein, Schaitz und Wehelitz
  - Einöden Berghaus, Eichberg, Eselslohe, Grauenthal, Hainbühl, Heidelmühle, Hirschgründlein, Hörethshof, Igelsreuth, Lehen (hintere), Lehen (vordere), Mermettenreuth, Oberkeil, Oberzinkenflur, Rudolphsberg, Schlappach, Tauberhof, Unterkeil, Unterlaitsch, Unterlettenrangen, Unterzinkenflur, Waldmannsberg und Zoltmühle

- Die Gemeinde Neuenmarkt mit 11 Gemeindeteilen:
  - Pfarrdorf Neuenmarkt
  - Dörfer Hegnabrunn, Schlömen und See
  - Weiler Raasen, Reutlashof und Unterlangenroth
  - Einöden Brandhaus, Eichmühle, Lettenhof und Oberlangenroth

- Der Markt Presseck mit 46 Gemeindeteilen:
  - Hauptort Presseck
  - Kirchdorf Reichenbach
  - ehemaliger Markt Wartenfels
  - Dörfer Altenreuth, Braunersreuth, Elbersreuth, Heinersreuth, Köstenberg, Kunreuth, Oberehesberg, Premeusel, Rützenreuth, Schlackenreuth, Schlopp, Schnebes, Seubetenreuth, Trottenreuth und Wildenstein
  - Weiler Haid, Köstenhof, Schöndorf, Unterehesberg, Wahl und Wustuben
  - Einöden Birken, Breiteneben, Daigmühle, Elbersreuthermühle, Eulenburg, Fels, Fürstenhof, Katzengraben, Kreuzknock, Neumühle, Ochsengarten, Papiermühle, Petersmühle, Pinzenhof, Schafhaus, Schafhof, Schlackenmühle, Schmölz I, Schmölz II, Schübelsmühle, Spitzberg und Waffenhammer

- Die Gemeinde Rugendorf mit 7 Gemeindeteilen:
  - Pfarrdorf Rugendorf
  - Dörfer Feldbuch, Losau und Zettlitz
  - Weiler Eisenwind und Poppenholz
  - Einöde Kübelhof

- Die Stadt Stadtsteinach mit 27 Gemeindeteilen:
  - Hauptort Stadtsteinach
  - Dörfer Oberzaubach, Römersreuth, Schwand, Triebenreuth, Unterzaubach, Vorderreuth und Ziegelhütte
  - Weiler Deckenreuth, Frankenreuth, Hammermühle, Hochofen, Schwärzleinsdorf und Vogtendorf
  - Einöden Bergleshof, Birken große, Birken kleine, Deinhardsmühle, Eisenberg, Forkel, Gründlein, Höfles, Mittelhammer, Oberhammer, Osenbaum, Petschen und Silberklippe

- Der Markt Thurnau mit 44 Gemeindeteilen:
  - Hauptort Thurnau
  - Pfarrdörfer Berndorf, Hutschdorf, Limmersdorf und Trumsdorf
  - Kirchdorf Alladorf
  - Dörfer Felkendorf, Kemeritz, Lanzenreuth, Leesau, Lochau, Menchau, Rottlersreuth und Tannfeld
  - Weiler Eckersdorf, Forstleithen, Friesen, Hörlinreuth, Kleetzhöfe und Partenfeld
  - Einöden Bauloch, Buchloch, Fahrenbühl, Fallmeisterei, Hammerhaus bei Hutschdorf, Hammerhaus bei Lanzenreuth, Hohezorn, Hutweide, Katzenlohe, Kröglitzen, Meißnersleithen, Neidsmühle, Neuwirthshaus, Oberschorrmühle, Oberwolfsknock, Poppenleithen, Putzenstein, Quartier, Reuthof, Ruh, Schlottermühle, Todtenhaus, Unterschorrmühle und Wiesenmühle

- Die Gemeinde Trebgast mit 12 Gemeindeteilen:
  - Pfarrdorf Trebgast
  - Dörfer Feuln, Lindau, Waizendorf und Weiherhaus
  - Weiler Eichholz, Michelsreuth und Rehleithen
  - Einöden Siebenbrunn, Tauschthal, Weiherleithen und Wolfsbach

- Die Gemeinde Untersteinach mit 3 Gemeindeteilen:
  - Pfarrdorf Untersteinach
  - Dorf Gumpersdorf
  - Weiler Hummendorf

- Der Markt Wirsberg mit 10 Gemeindeteilen:
  - Hauptort Wirsberg
  - Kirchdorf Cottenau
  - Dörfer Neufang, Sessenreuth und Weißenbach
  - Weiler Adlerhütte (goldene), Birkenhof und Osserich
  - Einöden Einöde und Schlackenmühle

- Der Markt Wonsees mit 10 Gemeindeteilen:
  - Hauptort Wonsees
  - Dörfer Feulersdorf, Gelbsreuth, Großenhül, Kleinhül, Sanspareil, Schirradorf und Zedersitz
  - Einöden Plötzmühle und Schlötzmühle

## Alphabetische Liste
In Fettschrift erscheinen die Orte, die namengebend für die Gemeinde sind.

### A
- Adlerhütte (goldene) zu Wirsberg
- Affalterhof zu Kulmbach
- Aichen zu Neudrossenfeld
- Aichig zu Kulmbach
- Alladorf zu Thurnau
- Altdrossenfeld zu Neudrossenfeld
- Altenreuth zu Harsdorf
- Altenreuth zu Kulmbach
- Altenreuth zu Presseck
- Ameisloch zu Kulmbach
- Appenberg zu Mainleus
- Azendorf zu Kasendorf

↑ Zurück zum Inhaltsverzeichnis

### B
- Baiersbach zu Marktleugast
- Bärnhof zu Kulmbach
- Bauloch zu Thurnau
- Baumgarten zu Kulmbach
- Bechtelsreuth zu Mainleus
- Berghaus zu Neudrossenfeld
- Bergleshof zu Stadtsteinach
- Berndorf zu Thurnau
- Biegersgut zu Kulmbach
- Birken zu Presseck
- Birken große zu Stadtsteinach
- Birken kleine zu Stadtsteinach
- Birkenhof zu Wirsberg
- Blaich zu Kulmbach
- Brandhaus zu Neuenmarkt
- Brauneck zu Harsdorf
- Braunersreuth zu Presseck
- Breiteneben zu Presseck
- Breitenreuth zu Guttenberg
- Bromenhof zu Grafengehaig
- Buch zu Guttenberg
- Buch am Sand zu Neudrossenfeld
- Buchau zu Mainleus
- Buchhaus zu Ködnitz
- Buchloch zu Thurnau
- Burghaig zu Kulmbach

↑ Zurück zum Inhaltsverzeichnis

### C
- Cottenau zu Wirsberg

↑ Zurück zum Inhaltsverzeichnis

### D
- Daigmühle zu Presseck
- Danndorf zu Mainleus
- Deckenreuth zu Stadtsteinach
- Deinhardsmühle zu Stadtsteinach
- Döllnitz zu Kasendorf
- Donnersreuth zu Kulmbach
- Dörfles zu Mainleus
- Dörnhof zu Kasendorf
- Dörnhof zu Kulmbach
- Dörnhof zu Kupferberg
- Drahtmühle zu Ludwigschorgast
- Dreschen zu Neudrossenfeld
- Dreschenau zu Neudrossenfeld

↑ Zurück zum Inhaltsverzeichnis

### E
- Eberhardtsreuth zu Neudrossenfeld
- Ebersbach zu Ködnitz
- Eckersdorf zu Thurnau
- Eeg zu Guttenberg
- Eggenreuth zu Kulmbach
- Eichberg zu Mainleus
- Eichberg zu Neudrossenfeld
- Eichholz zu Trebgast
- Eichmühle zu Neuenmarkt
- Einöde zu Wirsberg
- Einsiedel zu Kulmbach
- Eisenberg zu Stadtsteinach
- Eisenwind zu Rugendorf
- Elbersreuth zu Presseck
- Elbersreuthermühle zu Presseck
- Eppenreuth zu Grafengehaig
- Erlenmühle zu Ludwigschorgast
- Esbach zu Kulmbach
- Eselslohe zu Neudrossenfeld
- Eulenburg zu Presseck

↑ Zurück zum Inhaltsverzeichnis

### F
- Fahrenbühl zu Thurnau
- Fallmeisterei zu Thurnau
- Fassoldshof zu Mainleus
- Feldbuch zu Rugendorf
- Felkendorf zu Thurnau
- Fels zu Presseck
- Feulersdorf zu Wonsees
- Feuln zu Trebgast
- Fichtelhof zu Neudrossenfeld
- Filshof zu Marktleugast
- Fohlenhof zu Neudrossenfeld
- Fölschnitz zu Ködnitz
- Forkel zu Stadtsteinach
- Forstlahm zu Kulmbach
- Forstlasmühle zu Ködnitz
- Forstleithen zu Thurnau
- Frankenberg zu Kulmbach
- Frankenreuth zu Stadtsteinach
- Friedrichsberg zu Mainleus
- Friesen zu Thurnau
- Frischenmühle zu Kulmbach
- Fürstenhof zu Presseck

↑ Zurück zum Inhaltsverzeichnis

### G
- Gelbe Weiden zu Kulmbach
- Gelbsreuth zu Wonsees
- Gemlenz zu Kulmbach
- Gleisenhof zu Himmelkron
- Gössenreuth zu Himmelkron
- Gößmannsreuth zu Kulmbach
- Grafendobrach zu Kulmbach
- Grafengehaig
- Grauenthal zu Neudrossenfeld
- Großenhül zu Wonsees
- Großrehmühle zu Marktleugast
- Grünbaum zu Kulmbach
- Grundhaus zu Kulmbach
- Gründlein zu Stadtsteinach
- Grundmühle zu Marktschorgast
- Grünlas zu Grafengehaig
- Gumpersdorf zu Untersteinach
- Gundersreuth zu Mainleus
- Guttenberg
- Guttenberger Hammer zu Grafengehaig

↑ Zurück zum Inhaltsverzeichnis

### H
- Haaghof zu Ködnitz
- Haid zu Presseck
- Hainbühl zu Neudrossenfeld
- Hammerhaus bei Hutschdorf zu Thurnau
- Hammerhaus bei Lanzenreuth zu Thurnau
- Hammermühle zu Stadtsteinach
- Hanauerhof zu Marktleugast
- Harsdorf
- Haselbach zu Harsdorf
- Hauenreuth zu Ködnitz
- Hegnabrunn zu Neuenmarkt
- Heidelmühle zu Neudrossenfeld
- Heinersreuth zu Ködnitz
- Heinersreuth zu Mainleus
- Heinersreuth zu Presseck
- Herlas zu Kulmbach
- Hermes zu Marktleugast
- Hermeshof zu Himmelkron
- Hettersreuth zu Harsdorf
- Hetzenhof zu Grafengehaig
- Heubsch zu Kasendorf
- Himmelkron
- Hintererb zu Grafengehaig
- Hinterrehberg zu Marktleugast
- Hirschgründlein zu Neudrossenfeld
- Hitzmain zu Kulmbach
- Hochofen zu Stadtsteinach
- Höferänger zu Kulmbach
- Höfles zu Stadtsteinach
- Höfstätten zu Kulmbach
- Hohenberg zu Marktleugast
- Hohenreuth zu Grafengehaig
- Hohenreuth zu Marktleugast
- Hohezorn zu Thurnau
- Höhhof zu Grafengehaig
- Hölle zu Neudrossenfeld
- Höllgraben zu Ködnitz
- Holzlucken zu Harsdorf
- Holzmühle zu Kulmbach
- Horbach zu Grafengehaig
- Hörethshof zu Neudrossenfeld
- Hörlinreuth zu Thurnau
- Hornschuchshausen zu Mainleus
- Hornungsreuth zu Neudrossenfeld
- Hübnersmühle zu Grafengehaig
- Hummendorf zu Untersteinach
- Hutschdorf zu Thurnau
- Hüttenbach zu Grafengehaig
- Hutweide zu Thurnau

↑ Zurück zum Inhaltsverzeichnis

### I
- Igelsreuth zu Neudrossenfeld

↑ Zurück zum Inhaltsverzeichnis

### J
- Jöslein zu Neudrossenfeld

↑ Zurück zum Inhaltsverzeichnis

### K
- Kaltenstauden zu Guttenberg
- Kasendorf
- Katschenreuth zu Kulmbach
- Katzengraben zu Presseck
- Katzenlohe zu Thurnau
- Kauernburg zu Kulmbach
- Kauerndorf zu Ködnitz
- Kemeritz zu Thurnau
- Kessel zu Kulmbach
- Kieselhof zu Himmelkron
- Kirchleus zu Kulmbach
- Kleetzhöfe zu Thurnau
- Kleinhül zu Wonsees
- Kleinrehmühle zu Marktleugast
- Ködnitz
- Ködnitzerberg zu Mainleus
- Kosermühle zu Marktleugast
- Köstenberg zu Presseck
- Köstenhof zu Presseck
- Kremitz zu Himmelkron
- Kreuzknock zu Presseck
- Kröglitzen zu Thurnau
- Krötennest zu Mainleus
- Krumme Fohre zu Kasendorf
- Kübelhof zu Rugendorf
- Kulmbach
- Kunigundenhof zu Himmelkron
- Kunreuth zu Presseck
- Kupferberg

↑ Zurück zum Inhaltsverzeichnis

### L
- Langenstadt zu Neudrossenfeld
- Lanzendorf zu Himmelkron
- Lanzenreuth zu Thurnau
- Leesau zu Thurnau
- Lehen (hintere) zu Neudrossenfeld
- Lehen (vordere) zu Neudrossenfeld
- Lehenthal zu Kulmbach
- Leithen zu Ködnitz
- Lettenhof zu Harsdorf
- Lettenhof zu Neuenmarkt
- Leuchau zu Kulmbach
- Lichtentanne zu Kasendorf
- Limmersdorf zu Thurnau
- Lindau zu Trebgast
- Lindenberg zu Kasendorf
- Lindenhof zu Himmelkron
- Lindenhof zu Ludwigschorgast
- Lindig zu Kulmbach
- Listenberg zu Ködnitz
- Lochau zu Thurnau
- Lopp zu Kasendorf
- Losau zu Rugendorf
- Lösau zu Kulmbach
- Ludwigschorgast

↑ Zurück zum Inhaltsverzeichnis

### M
- Maierhof zu Guttenberg
- Maierhof zu Ködnitz
- Mainleus
- Mangersreuth zu Kulmbach
- Mannsflur zu Marktleugast
- Marienweiher zu Marktleugast
- Marktleugast
- Marktschorgast
- Mehlthaumühle zu Grafengehaig
- Meißnersleithen zu Thurnau
- Melkendorf zu Kulmbach
- Menchau zu Thurnau
- Mermettenreuth zu Neudrossenfeld
- Mesethmühle zu Grafengehaig
- Messengrund zu Guttenberg
- Metzdorf zu Kulmbach
- Michelsreuth zu Trebgast
- Mittelhammer zu Stadtsteinach
- Mittelpöllitz zu Marktschorgast
- Mittelrehberg zu Marktleugast
- Möhrenreuth zu Guttenberg
- Motschenbach zu Mainleus
- Muckenreuth zu Neudrossenfeld
- Mühlberg zu Ködnitz

↑ Zurück zum Inhaltsverzeichnis

### N
- Neidsmühle zu Thurnau
- Neudorf zu Kasendorf
- Neudrossenfeld
- Neuenmarkt
- Neuenreuth zu Mainleus
- Neuenreuth am Main zu Neudrossenfeld
- Neuensorg zu Marktleugast
- Neuenwirthshaus zu Guttenberg
- Neufang zu Kulmbach
- Neufang zu Wirsberg
- Neumühle zu Presseck
- Neuwirthshaus zu Thurnau
- Niederndobrach zu Kulmbach

↑ Zurück zum Inhaltsverzeichnis

### O
- Oberauhof zu Kulmbach
- Oberbrücklein zu Neudrossenfeld
- Oberdornlach zu Kulmbach
- Oberehesberg zu Presseck
- Oberhammer zu Stadtsteinach
- Oberkeil zu Neudrossenfeld
- Oberkodach zu Kulmbach
- Oberlaitsch zu Harsdorf
- Oberlangenroth zu Neuenmarkt
- Oberlohe zu Harsdorf
- Oberndorf zu Kulmbach
- Oberpöllitz zu Marktschorgast
- Oberpurbach zu Kulmbach
- Oberschorrmühle zu Thurnau
- Oberweißenstein zu Grafengehaig
- Oberwolfsknock zu Thurnau
- Oberzaubach zu Stadtsteinach
- Oberzettlitz zu Kulmbach
- Oberzinkenflur zu Neudrossenfeld
- Ochsengarten zu Presseck
- Ösel zu Marktleugast
- Osenbaum zu Stadtsteinach
- Osserich zu Wirsberg

↑ Zurück zum Inhaltsverzeichnis

### P
- Papiermühle zu Kasendorf
- Papiermühle zu Presseck
- Partenfeld zu Thurnau
- Pechgraben zu Neudrossenfeld
- Peesten zu Kasendorf
- Petersmühle zu Presseck
- Petschen zu Stadtsteinach
- Petzmannsberg zu Kulmbach
- Pfaffenreuth zu Guttenberg
- Pinsenhof zu Ködnitz
- Pinzenhof zu Presseck
- Plassenburg zu Kulmbach
- Plosenberg zu Kulmbach
- Plötzmühle zu Wonsees
- Pöhl zu Mainleus
- Pölz zu Mainleus
- Poppenholz zu Rugendorf
- Poppenleithen zu Thurnau
- Pörbitsch zu Kulmbach
- Premeusel zu Presseck
- Presseck
- Priemershof zu Kulmbach
- Proß zu Mainleus
- Prötschenbach zu Mainleus
- Pulst zu Marktschorgast
- Pulvermühle zu Kasendorf
- Putzenstein zu Thurnau

↑ Zurück zum Inhaltsverzeichnis

### Q
- Quartier zu Thurnau

↑ Zurück zum Inhaltsverzeichnis

### R
- Raasen zu Neuenmarkt
- Ramscheid zu Kulmbach
- Rappetenreuth zu Grafengehaig
- Rehleithen zu Trebgast
- Reichenbach zu Presseck
- Reisighof zu Ködnitz
- Reuth zu Kasendorf
- Reuth zu Ködnitz
- Reuthof zu Thurnau
- Reutlashof zu Neuenmarkt
- Ritterleithen zu Harsdorf
- Rohr zu Neudrossenfeld
- Rohrersreuth zu Marktschorgast
- Römersreuth zu Stadtsteinach
- Rosengrund zu Kulmbach
- Roth zu Marktleugast
- Rothe Kelter zu Mainleus
- Rothenhügl zu Kulmbach
- Rother Hügel zu Kulmbach
- Rothwind zu Mainleus
- Rottlersreuth zu Thurnau
- Rudolphsberg zu Neudrossenfeld
- Ruffenhaus zu Mainleus
- Rugendorf
- Ruh zu Thurnau
- Rützenreuth zu Presseck

↑ Zurück zum Inhaltsverzeichnis

### S
- Sackenreuth zu Kulmbach
- Sandreuth zu Harsdorf
- Sanspareil zu Wonsees
- Schafhaus zu Presseck
- Schafhof zu Presseck
- Schaitz zu Neudrossenfeld
- Schallerhof zu Kupferberg
- Schiefe Ebene zu Himmelkron
- Schimmendorf zu Mainleus
- Schindelwald zu Grafengehaig
- Schirradorf zu Wonsees
- Schlackenmühle zu Presseck
- Schlackenmühle zu Wirsberg
- Schlackenreuth zu Presseck
- Schlappach zu Neudrossenfeld
- Schlockenau zu Grafengehaig
- Schlömen zu Neuenmarkt
- Schlopp zu Presseck
- Schlottermühle zu Thurnau
- Schlötzmühle zu Wonsees
- Schmeilsdorf zu Mainleus
- Schmölz zu Kupferberg
- Schmölz I zu Presseck
- Schmölz II zu Presseck
- Schnebes zu Presseck
- Schöndorf zu Presseck
- Schübelsmühle zu Presseck
- Schwand zu Stadtsteinach
- Schwarzach zu Mainleus
- Schwärzhof zu Himmelkron
- Schwarzholz zu Kulmbach
- Schwarzholz zu Mainleus
- Schwarzholz zu Mainleus
- Schwärzleinsdorf zu Stadtsteinach
- Schwingen zu Neudrossenfeld
- See zu Neuenmarkt
- Seidenhof zu Kulmbach
- Seifersreuth zu Grafengehaig
- Sessenreuth zu Wirsberg
- Seubetenreuth zu Presseck
- Siebenbrunn zu Trebgast
- Silberklippe zu Stadtsteinach
- Spitzberg zu Presseck
- Spitzeichen zu Ködnitz
- Stadtsteinach
- Steinbach zu Marktleugast
- Steinenhausen zu Kulmbach
- Steinhaus zu Kulmbach
- Steinsorg zu Mainleus
- Stephansreuth zu Ködnitz
- Straß zu Mainleus
- Streichenreuth zu Guttenberg
- Streit zu Himmelkron
- Streitmühle zu Himmelkron

↑ Zurück zum Inhaltsverzeichnis

### T
- Tannenwirtshaus zu Marktleugast
- Tannfeld zu Thurnau
- Tauberhof zu Neudrossenfeld
- Tauschthal zu Trebgast
- Tennach zu Ködnitz
- Thalmühle zu Marktschorgast
- Thurnau
- Tiefenbach zu Kulmbach
- Todtenhaus zu Thurnau
- Torkel zu Guttenberg
- Torschenknock zu Guttenberg
- Traindorf zu Marktleugast
- Trebgast
- Triebenreuth zu Stadtsteinach
- Trottenreuth zu Presseck
- Trumsdorf zu Thurnau

↑ Zurück zum Inhaltsverzeichnis

### U
- Unitz zu Harsdorf
- Unterauhof zu Mainleus
- Unterbirkenhof zu Kupferberg
- Unterbrücklein zu Neudrossenfeld
- Unterdornlach zu Kulmbach
- Unterehesberg zu Presseck
- Untergräfenthal zu Neudrossenfeld
- Unterkeil zu Neudrossenfeld
- Unterkodach zu Kulmbach
- Unterlaitsch zu Neudrossenfeld
- Unterlangenroth zu Neuenmarkt
- Unterlettenrangen zu Neudrossenfeld
- Unterlohe zu Harsdorf
- Unterobsang zu Neudrossenfeld
- Unterpöllitz zu Marktschorgast
- Unterpurbach zu Kulmbach
- Unterschorrmühle zu Thurnau
- Untersteinach
- Unterzaubach zu Stadtsteinach
- Unterzettlitz zu Kulmbach
- Unterzinkenflur zu Neudrossenfeld

↑ Zurück zum Inhaltsverzeichnis

### V
- Veitlahm zu Mainleus
- Venetianischer Stadel zu Kulmbach
- Vogtendorf zu Guttenberg
- Vogtendorf zu Stadtsteinach
- Vollauf zu Grafengehaig
- Vollaufmühle zu Grafengehaig
- Vordererb zu Grafengehaig
- Vorderrehberg zu Marktleugast
- Vorderreuth zu Stadtsteinach

↑ Zurück zum Inhaltsverzeichnis

### W
- Wachholder zu Mainleus
- Wadel zu Kulmbach
- Waffenhammer zu Presseck
- Wahl zu Presseck
- Waizendorf zu Trebgast
- Walberngrün zu Grafengehaig
- Waldau zu Neudrossenfeld
- Waldhermes zu Grafengehaig
- Waldmannsberg zu Neudrossenfeld
- Wartenfels zu Presseck
- Wehelitz zu Neudrossenfeld
- Wehrhaus zu Kulmbach
- Weidmes zu Grafengehaig
- Weiglas zu Grafengehaig
- Weiher zu Kulmbach
- Weiherhaus zu Trebgast
- Weiherleithen zu Trebgast
- Weihermühle zu Mainleus
- Weihermühle zu Marktleugast
- Weinbrücke zu Kulmbach
- Weißenbach zu Wirsberg
- Weißenstein zu Grafengehaig
- Welschenkahl zu Kasendorf
- Welzmühle zu Kulmbach
- Wernstein zu Mainleus
- Wickenreuth zu Kulmbach
- Wiesenmühle zu Thurnau
- Wildenstein zu Presseck
- Willmersreuth zu Mainleus
- Windischenhaig zu Kulmbach
- Wirsberg
- Witzmannsberg zu Mainleus
- Wolfsbach zu Trebgast
- Wolpersreuth zu Mainleus
- Wonsees
- Wüstenbuchau zu Mainleus
- Wüstendorf zu Mainleus
- Wustuben zu Presseck

↑ Zurück zum Inhaltsverzeichnis

### Z
- Zedersitz zu Wonsees
- Zegast zu Grafengehaig
- Zegastmühle zu Marktleugast
- Zettlitz zu Rugendorf
- Zettmeisel zu Harsdorf
- Zettmeisel zu Ködnitz
- Ziegelhütte zu Himmelkron
- Ziegelhütte zu Stadtsteinach
- Ziegelhütten zu Kulmbach
- Ziegenburg zu Marktschorgast
- Zoltmühle zu Neudrossenfeld
- Zultenberg zu Kasendorf

↑ Zurück zum Inhaltsverzeichnis